# 欧文·科尔
奧雲·哥倫巴·高利（英語：Owen Columba Coyle，1966年7月14日—）是一名蘇格蘭-愛爾蘭前足球運動員，司職前鋒，退役後擔任領隊，曾執教般尼和保頓，高利在蘇格蘭伦弗鲁郡首府佩斯利出生，於老牌球會鄧巴頓（Dumbarton）展開足球事業。他曾效力多支不同的蘇格蘭球隊，亦曾南下加盟英格蘭球會保頓。在退出球員生涯後，他首先執教福爾柯克及聖莊士東，其後轉投當時仍在英冠的般尼，在他任教的首個完整球季，帶領般尼透過附加賽升班英超。
高利以其愛爾蘭後裔身份獲選代表愛爾蘭國家隊上陣1場。

## 生平

### 球員

#### 球會
高利主要擔任前鋒殺手，亦可客串中場位置。1985年高利在鄧巴頓出道，與兄弟祖·高利（Joe Coyle）及湯美·高利（Tommy Coyle）併肩作戰。1988年高利轉投克萊德班克（Clydebank），效力兩季後以175,000英鎊身價加盟。這次轉會非常成功，他於處子登場即大演帽子戲法，其後更獲得1989/90年球季蘇格蘭聯賽神射手的榮譽。在效力兩季期間協助球隊取得升班，並晉級蘇格蘭足總盃決賽，以1-2不敵格拉斯哥流浪屈居亞軍，由於格拉斯哥流浪同年贏得蘇超冠軍及歐冠盃參賽資格，艾迪爾人得以參加歐洲盃賽冠軍盃。
1993年夏季當時剛升班到第二級的英格蘭甲組聯賽的保頓以25萬英鎊簽入高利，在效力兩年期間協助球隊透過附加賽升班英超。但僅在英超上陣5場後，於1995年10月返回蘇格蘭，以40萬英鎊轉投登地聯，高利再次成功升班功臣之一，於蘇甲獲得亞軍後與蘇超尾二的進行附加賽爭取蘇超席位，他在附加賽次回合加時賽射入致勝球，累計3-2獲勝於降班一年後重返蘇超行列。
1997年1月高利在轉投喜百年失敗後改投馬瑟韋爾，及後於1999年3月又轉到鄧弗姆林，在隊中失落正選席位後被外借到羅斯郡。2001年重投艾迪爾人，但球隊雖然獲得蘇甲亞軍，仍於同年遭清盤後解散。2003年高利加盟福爾柯克，除擔任球員外，亦與約翰·曉士（John Hughes）一同出任聯合領隊。離職後高利返回登地聯，主要擔任教練工作，但亦有註冊為球員，缺乏為一隊上陣的機會，他被借用到艾迪爾人的後繼球隊艾迪爾聯，其後更正式加盟，他並且成為仙迪·史超活（Sandy Stewart）的助理領隊，而仙迪·史超活現時在保頓則成為高利的副手。
在高利擔任般尼領隊的期間，於2009年4月9日以緊急身份為預備隊上陣出戰，「笠」入1球協助球隊以2-0勝出並奪得預備隊聯賽冠軍。10月7日高利再披戰袍，但以0-1不敵利物浦。

#### 國家隊
奧雲·高利雖然在蘇格蘭出生，但從未獲出生地的國家隊徵召，由於祖籍愛爾蘭，使他有資格代表愛爾蘭國家隊出賽，當他獲愛爾蘭邀請入伍即欣然接納，1994年出征威廉二世球場（Willem II Stadion）友賽1-0擊敗荷蘭，於83分鐘後補登場替換入球者湯美·科因（Tommy Coyne），獲得唯一的國際賽喼帽。

### 領隊

#### 蘇格蘭
聖莊士東
2005年4月15日奧雲·高利獲蘇甲球會聖莊士東任命為新領隊，簽約兩年。2006年3月獲選「蘇甲每月最佳領隊」。奧雲·高利帶隊的首個球季，領導聖莊士東僅排於聖美倫之後獲得聯賽亞軍。
翌季奧雲·高利更帶領聖莊士東在蘇格蘭聯賽盃作客2-0淘汰格拉斯哥流浪晉級準決賽，是球隊近35年來首次在埃布羅克斯擊敗這支格拉斯哥班霸，亦是聖莊士東首次在盃賽擊敗格拉斯哥流浪及對方首次在主要盃賽主場被低級別球隊淘汰出局；但最終在準決賽加時後以1-3不敵喜百年出局。聖莊士東於蘇格蘭盃分別作客淘汰蘇超的福爾柯克及馬瑟韋爾再次晉身盃賽準決賽，但在咸普頓公園球場以1-2負於些路迪而無緣決賽。同季聖莊士東亦在聯賽再次衝擊冠軍錦標爭取升班蘇超，2007年3月30日再獲選「蘇甲每月最佳領隊」；聖莊士東與基特拿一直纏鬥至聯賽煞科日，在球季大部分時間領頭的基特拿有1分優勢，最後一輪賽事聖莊士東雖然以4-3擊敗咸美顿，但基特拿卻戲劇性在完場前一刻入球以3-2擊敗羅斯郡，壓倒聖莊士東奪得聯賽冠軍及升班資格。
炙手可熱的奧雲·高利於2007年7月12日與聖莊士東延長1年合約到2009/10年球季才屆滿。2007/08年球季奧雲·高利帶領球隊闖入蘇格蘭聯賽挑戰盃決賽，但在決賽舉行前3天，他接受般尼邀請南下任教，而聖莊士東在他的副手仙迪·史超活（Sandy Stewart）領軍下以3-2擊敗鄧弗姆林，自1911年以來首次贏得盃賽錦標。

#### 英格蘭
般尼
2007年11月21日英冠球會般尼與聖莊士東達成補償協議後，獲准與奧雲·高利商討加盟條件，翌日獲得任命成為球隊新領隊，簽約三年半，當時他獲得時任蘇格蘭領隊阿歷斯·麥利殊（Alex McLeish）在其申請提供認證，同時已聘任加利·麥臣（Gary Megson）為領隊的保頓主席菲爾·加特塞德（Phil Gartside）亦對其二號人選作出推薦。2007/08年球季結束，般尼排名中游的第13位，與他接任時的位置相同，但62分已是自2001/02年以來最高的積分。
2008/09年球季展開前奧雲·高利購入多名球員為球隊增強實力，包括伊高斯及破球會紀錄130萬英鎊身價的馬田·柏達臣（Martin Paterson）。但開季成績糟糕，4戰兩和兩負位列聯賽榜尾二，但在英格蘭聯賽盃分別淘汰貝利及奧咸晉級第三圈，而高價貨馬田·柏達臣亦交出5個入球；球隊成績於踏入9月大躍進，聯賽取得4勝1和佳績，更在聯賽盃擊敗英超球會富咸，而奧雲·高利亦首次獲選「9月份英冠最佳領隊」。般尼在聯賽盃一帆風順，第四圈作客史丹福橋球場賽和1-1，憑互射十二碼5-4先淘汰車路士，再於半準決賽主場2-0殺敗阿仙奴。在晉級路上般尼分別淘汰3支英超倫敦球隊，而準決賽對手又遇上位於倫敦的熱刺，首回合作客負1-4，次回合賽前般尼晉級決賽賠率為1-100，但回到主場在法定時間追回三球進入加時賽，如果紀錄不變般尼將以作客入球優惠晉級決賽，結果堅守至完場前兩分鐘被柏夫尤真高攻破大門，完場前迪科爾錦上添花，3-2完場，累計4-6於四強出局。球季結束，般尼獲得76分排於聯賽榜第5位，是自1976年以來在聯賽的最高排名，並取得升班附加賽資格。附加賽準決賽兩回合累計3-0淘汰雷丁，2009年5月25日在溫布萊球場決賽對錫菲聯，以1-0獲勝，奧雲·高利帶領般尼升班英超。
209/10年球季是般尼於33年來首次重返頂級聯賽行列，奧雲·高利從喜百年以球會新紀錄的300萬英鎊收購史提芬·費查（Steven Fletcher），其他新加盟球員還有泰龙·米尔斯（Tyrone Mears）及大衛·艾加（David Edgar）等，希望能夠成功保留英超席位。但季後有傳言將奧雲·高利與些路迪懸空的主帥職位扯上關係，他於2009年6月18日與般尼延長合約至2012/13年球季結束。新球季揭幕戰作客雖然0-2不敵史篤城，但8月19日首次在主場進行英超賽事，以1-0擊敗衛冕冠軍曼聯。在首4場主場賽事取得全勝，盡顯主場威力，但同期的5場作客賽事卻全遭敗績，上半季在聯賽20戰取得5勝5和10負，以20分緊守第14位。
保頓
2010年1月保頓表示有以奧雲·高利取代剛被辭退的領隊加利·麥臣，而他亦希望接任及離開般尼，1月8日奧雲·高利正式加盟保頓出任領隊一職，簽約兩年半，首場帶領球隊主場對阿仙奴以0-2敗北，三天後作客再戰阿仙奴亦以2-4落荒而回；直到1月23日在英格蘭足總盃第四圈主場2-0淘汰錫菲聯才告打開勝利之門；而在接著一仗護級大戰，帶領保頓主場倒戈迎戰舊主般尼，到場約5,000名般尼球季出示不禮貌的横幅及不斷高呼「猶大」，但李青龍的入球為奧雲·高利帶來首場聯賽勝仗，將保頓由聯賽榜尾二提升到第15位，而般尼則落入降班區域的第18位。在冬季轉會窗關閉前，他從友會借用韋斯及韋舒亞兩名小將，亦短期羅致試訓的美國國腳賀頓。
韋根
2013年12月2日於球隊最近在各項賽事5戰4負，聯賽榜排第14位，上任不足半年的主教練奧雲·高利（Owen Coyle）提前解約離隊[1]；據報補償金額達到50萬英鎊[2]。

## 榮譽

### 領隊
聖莊士東
- 蘇格蘭甲級聯賽亞軍：2005/06年、2006/07年；

般尼
- 英格蘭冠軍聯賽附加賽冠軍：2008/09年（升班英超）；

## 足球以外
2000年奧雲·高利曾客串演出一套名為「A Shot at Glory」有關蘇格蘭足球的電影，合演演員還有曾參演「教父」的勞勃·杜瓦、「蝙蝠俠」米高·基頓（Michael Keaton）及前蘇格蘭國腳埃利·麦考伊斯特（Ally McCoist）。

## 外部連結
- Burnley F.C. Vital Burnley （页面存档备份，存于）
- 足球数据库：奧雲·高利的球员统计数据
- 足球資料庫：奧雲·高利的領隊統計數據
- 奧雲·高利在互联网电影资料库（IMDb）上的資料（英文）